# Kenji Arima
Kenji Arima (有馬 賢二 Arima Kenji?), född 26 november 1972 i Kanagawa prefektur, är en japansk före detta fotbollsspelare.
Arima började sin karriär 1995 i Kashiwa Reysol. 1998 flyttade han till Consadole Sapporo. Efter Consadole Sapporo spelade han för Yokohama FC. Han avslutade karriären 2002.